# Stuart Holden

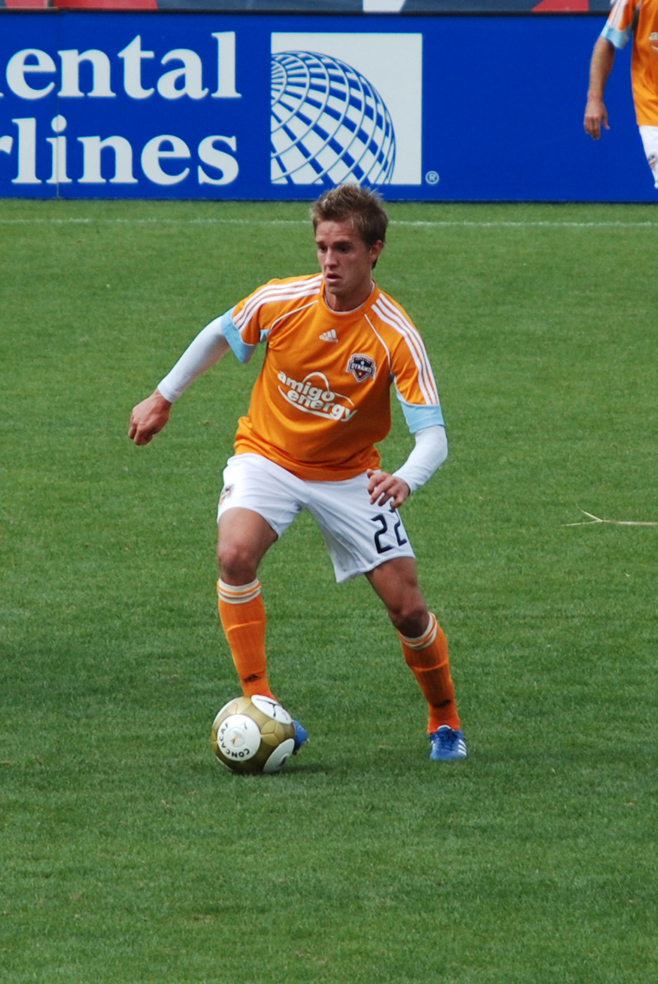
Holden en Houston Dynamo

Stuart Alistair Holden (Aberdeen, Escocia, 1 de agosto de 1985) es un exfutbolista estadounidense nacido en Escocia. Luego de haber sufrido una serie de serias lesiones y haber estado sin equipo por más de un año, Holden anunció su retiro del fútbol profesional el 2 de febrero de 2016. Su último club fue el Bolton Wanderers Football Club del Football League Championship de Inglaterra.
Nacido en Escocia de padres británicos, pero criado en los suburbios de Houston, Texas, Holden representó a los Estados Unidos en varias categorías, habiendo formado parte de los equipos estadounidenses que participaron en los Juegos Olímpicos de 2008, las Copas de Oro de la Concacaf de 2009 y 2013 y la Copa Mundial de Fútbol de 2010.

## Trayectoria

### Sunderland
Holden se unió al Sunderland AFC inglés a principios de 2005 luego de jugar dos años con la Universidad de Clemson. Semanas después de unirse al club, 12 de marzo de 2005, Holden fue atacado afuera de un bar en Sunderland, dejándolo con la órbita fracturada y fuera de la cancha por dos meses. Tras regresar a los entrenamientos con el club sufrió una lesión de tobillo que lo dejó fuera por el resto de la temporada. El club dejó libre a Holden luego de seis meses y ningún partido jugado con el primer equipo.

### Houston Dynamo
Holden regresó a los Estados Unidos fichando con el Houston Dynamo a principios de la temporada 2006. Hizo su debut con el club el 27 de mayo en el empate 1-1 contra el New England Revolution. Anotó su primer gol como profesional el 22 de julio de ese año, en otro empate 1-1 contra el Revolution. Holden terminó el año jugando 13 partidos y siendo importante del título de la copa de la liga conseguido por el Dynamo en 2006. En los años posteriores Holden se afianzaría como una de las estrellas del equipo, llegando a jugar 116 partidos con los texanos y anotando 22 goles.

### Bolton Wanderers
Luego de pasar varias semanas entrenando en Inglaterra al final de la temporada 2009 de la MLS, Holden se unió al Bolton Wanderers de la Premier League el 25 de enero de 2010. Jugó su primer partido con el club el 24 de febrero de 2010 en la derrota 4-0 contra el Tottenham Hotspur por la FA Cup, jugando los 90 minutos del partido. Hizo su debut en la Premier League tres días después, jugando los noventa minutos en la victoria 1-0 sobre Wolverhampton Wanderers. El 30 de septiembre de 2010, Holden firmó un nuevo contrato con Bolton, el cual lo mantendrá en el club hasta el año 2013. Anotó su primer gol en la Premier League en la victoria 3-2 como visitante contra Wolverhampton el 13 de noviembre de 2010.
En la temporada 2010-11, Holden ayudó a Bolton a alcanzar la séptima ubicación en la Premier League y las semifinales de la FA Cup. Sin embargo, su temporada llegaría a un abrutpo final el 19 de marzo, luego de que sufriera una lesión de rodilla contra el Manchester United en Old Trafford en un golpe con Jonny Evans. La bota de Evans se enganchó en la rodilla izquierda de Holden, dejando un corte que requirió de veintisiete puntos y una lesión de ligamento cruzado anterior que lo dejaron fuera de las canchas por seis meses. Pese a perderse los últimos dos meses de la temporada, fue seleccionado como el Jugador de la Temporada del Bolton Wanderers. Sin Holden, Bolton terminó la temporada en la posición catorce.

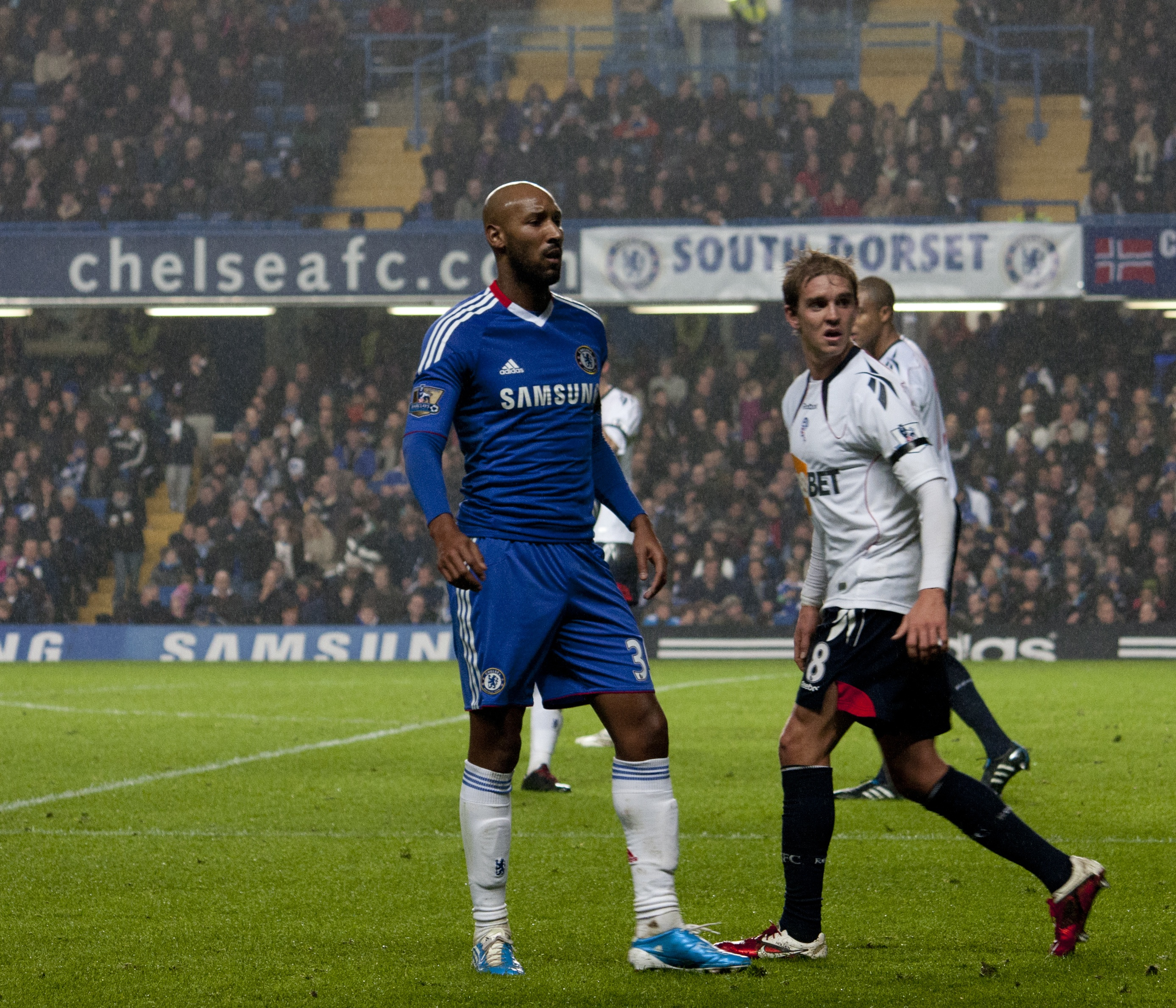
Stuart Holden y Nicolas Anelka durante un partido de la Premier League entre Bolton y el Chelsea.

El 20 de septiembre, luego de estar fuera por seis meses, Holden volvió a jugar un partido con el Bolton, jugando los noventa minutos del encuentro contra el Aston Villa por la tercera ronda de la Copa de la Liga, pero poco después se determinó que estaría fuera por otras seis semanas ya que fue necesario que se someta a otra operación complementaria. Sin embargo, la operación reveló daño en el cartílago, dejando fuera al estadounidense por otros seis meses.
Holden regresó a Inglaterra para volver a entrenar con el Bolton en octubre de 2012, después de pasar varios meses de rehabilitación en los Estados Unidos. Un poco más de un mes después, el 6 de diciembre, su club anunció que finalmente había regresado a los entrenamientos regulares con el primer equipo, aunque sólo día por medio.
Holden volvió a jugar su primer partido oficial en más de un año el 15 de enero de 2013, ingresando en el segundo tiempo en la victoria 2-0 en la FA Cup ante el Sunderland.

### Cesión al Sheffield Wednesday
El 28 de marzo de 2013 Holden fue cedido por un mes al Sheffield Wednesday Football Club, equipo que también participa en el Championship. El traspaso sirvió a Holden para volver a jugar como titular en forma más frecuente y poder retomar un estado físico óptimo con mayor rapidez. En total, el estadounidense jugó cuatro partidos con el club de Sheffield antes de regresar a Bolton.

### Regreso al Bolton Wandereres
Holden regresó al Bolton en la semana del 20 de abril de 2013. Al retornar, el club anunció que había ofrecido una extensión de contrato al estadounidense, ya que su afiliación con los Wanderers terminaba a finales de la temporada. Estuvo disponible para los dos últimos partidos de la temporada, pero solo jugó un minuto en el empate del club ante el Cardiff City el 27 de mayo.
El 30 de julio de 2013 los doctores del club concluyeron que la lesión que sufrió en la final de la Copa de Oro de la Concacaf mientras jugaba con la selección de Estados Unidos se trataba efectivamente de una ruptura del ligamento cruzado anterior, volviendo a dejar a Holden fuera de las canchas por lo menos ocho meses más.
Holden volvió a las canchas para un partido del equipo sub-21 de los Bolton Wanderers en marzo de 2014, pero a tan solo 22 minutos de haber iniciado el encuentro tuvo que salir lesionado, nuevamente con una molestia en la rodilla. Días después de viajar a los Estados Unidos para hacerse un examen de la rodilla lesionada, se descubrió que había sufrido otra ruptura del ligamento cruzado anterior, dejándolo fuera de acción nuevamente por lo menos seis meses.

### Retirada deportiva
Luego de luchar contra repetidas lesiones de rodillas y a un poco más de un año y medio de haber quedado sin equipo, Holden anunció su retior oficial del fútbol profesional el 3 de febrero de 2016, publicando una carta abierta en la página de la federación de fútbol de los Estados Unidos.

## Con la selección de los Estados Unidos

### Juveniles
Holden disputó 11 partidos con la categoría Sub-20 de Estados Unidos. A principios de 2007 fue llamado por primera vez para integrar la Sub-23. En julio de 2008 fue convocado para acudir al Torneo masculino de fútbol en los Juegos Olímpicos de Pekín 2008 en donde marcó un gol ante el seleccionado de Japón.

### Selección mayor
El 25 de junio de 2009 fue convocado para integrar la lista para la Copa de Oro de la Concacaf 2009 en donde le anotó un gol a Granada y otro más a Haití. Al terminar el certamen fue incluido en el equipo ideal del torneo.
El 26 de mayo de 2010 fue incluido en la lista de 23 jugadores que disputaron la Copa Mundial de Fútbol de 2010 en Sudáfrica. Allí, Holden jugó un partido, entrando en los últimos minutos de juego del primer encuentro de su selección ante Inglaterra.
Holden jugó su último encuentro con la selección de Estados Unidos antes de su lesión grave el 12 de octubre de 2010 en un amistoso frente Colombia. Durante su rehabilitación expresó su deseo de volver al equipo lo antes posible, y en mayo de 2013, luego de más de dos años de espera, fue convocado una vez más a la selección norteamericana con miras a una serie de partidos que incluyen tres amistosos, tres partidos de eliminatorias mundialistas y la Copa de Oro de 2013.
Holden jugó su primer encuentro internacional luego de su lesión ingresando en el segundo tiempo del partido amistoso que Estados Unidos perdería 4-2 ante Bélgica. Volvió a anotar con los Estados Unidos después de casi cuatro años, el 9 de julio de 2013, poniendo un tanto en el partido en el que los locales vencieron 6-1 a Belice por la fase de grupos de la Copa de Oro de 2013. Holden continuó jugando regularmente en el torneo y fue titular en la final ante Panamá el 28 de julio, pero debió salir del partido a mediados del primer tiempo luego de sufrir una nueva lesión en la rodilla derecha.

### Participaciones en Copas del Mundo
| Mundial                        | Sede      | Resultado        |
| ------------------------------ | --------- | ---------------- |
| Copa Mundial de Fútbol de 2010 | Sudáfrica | Octavos de final |

### Participaciones en Copas de Oro
| Mundial                         | Sede           | Resultado  |
| ------------------------------- | -------------- | ---------- |
| Copa de Oro de la Concacaf 2009 | Estados Unidos | Subcampeón |
| Copa de Oro de la Concacaf 2013 | Estados Unidos | Campeón    |

### Participaciones en Juegos Olímpicos
| Olimpiadas               | Sede  | Resultado      |
| ------------------------ | ----- | -------------- |
| Juegos Olímpicos de 2008 | Pekín | Fase de grupos |

### Goles internacionales
| #   | Fecha               | Lugar                                 | Rival   | Gol   | Resultado | Competición      |
| --- | ------------------- | ------------------------------------- | ------- | ----- | --------- | ---------------- |
| 01. | 4 de julio de 2009  | Qwest Field, Seattle, Estados Unidos  | Granada | 2 – 0 | 4 – 0     | Copa de Oro 2009 |
| 02. | 11 de julio de 2009 | Gillette Stadium, Foxborough, EE. UU. | Haití   | 2 – 2 | 2 – 2     | Copa de Oro 2009 |
| 03. | 9 de julio de 2013  | Jeld-Wen Field, Portland, EE. UU.     | Belice  | 5 – 1 | 6 – 1     | Copa de Oro 2013 |

## Clubes
| Club                                       | País           | Año       |
| ------------------------------------------ | -------------- | --------- |
| Sunderland                                 | Inglaterra     | 2005      |
| Houston Dynamo                             | Estados Unidos | 2006-2009 |
| Bolton Wanderers                           | Inglaterra     | 2010-2014 |
| Sheffield Wednesday Football Club (cedido) | Inglaterra     | 2013      |

## Estadísticas
Actualizado el 3 de febrero de 2016.
| Houston Dynamo Estados Unidos |               |               |     |    |   |    |    |     |     |    |
| 1ª | 2006          | 15            | 1   | 0  | 0 | -  | -  | 15  | 1   |    |
| 1ª | 2007          | 26            | 6   | 1  | 0 | 3  | 0  | 29  | 6   |    |
| 1ª | 2008          | 29            | 3   | 0  | 0 | 9  | 4  | 38  | 7   |    |
| 1ª | 2009          | 29            | 6   | 0  | 0 | 5  | 7  | 33  | 6   |    |
| Total club | Total club    | 99            | 16  | 1  | 0 | 17 | 11 | 117 | 27  |    |
| Bolton Wanderers Inglaterra | 1ª            | 2009/10       | 2   | 0  | 1 | 0  | -  | -   | 3   | 0  |
| Bolton Wanderers Inglaterra | 1ª            | 2010/11       | 26  | 2  | 4 | 0  | -  | -   | 30  | 2  |
| Bolton Wanderers Inglaterra | 1ª            | 2011/12       | 0   | 0  | 1 | 0  | -  | -   | 1   | 0  |
| Bolton Wanderers Inglaterra | 2ª            | 2012/13       | 2   | 0  | 2 | 0  | -  | -   | 4   | 0  |
| Bolton Wanderers Inglaterra | Total club    | Total club    | 30  | 2  | 7 | 0  | -  | -   | 37  | 2  |
| Sheffield Wednesday (cedido) Inglaterra |               |               |     |    |   |    |    |     |     |    |
| 2ª | 2012/13       | 5             | 0   | 0  | 0 | -  | -  | 5   | 0   |    |
| Total club | Total club    | 5             | 0   | 0  | 0 | -  | -  | 5   | 0   |    |
| Total carrera | Total carrera | Total carrera | 134 | 18 | 8 | -  | 17 | 11  | 159 | 29 |
| (1)Incluye datos de la Postemporada de la MLS (2007, 2008, 2009) (2)Incluye datos de la US Open Cup (2007), la FA Cup (2010/11, 2012/13) y la Football League Cup (2010/11, 2011/12) (2)Incluye datos de la SuperLiga Norteamericana (2007, 2008) y la Concacaf Liga de Campeones (2008, 2009) |               |               |     |    |   |    |    |     |     |    |

## Palmarés

### Campeonatos nacionales
| Título                   | Club           | País           | Año  |
| ------------------------ | -------------- | -------------- | ---- |
| Major League Soccer 2006 | Houston Dynamo | Estados Unidos | 2006 |
| Major League Soccer 2007 | Houston Dynamo | Estados Unidos | 2007 |

### Distinciones individuales
| Distinción                                             | Año     |
| ------------------------------------------------------ | ------- |
| Incluido en el equipo ideal Major League Soccer        | 2009    |
| Incluido en el equipo ideal Copa de Oro de la Concacaf | 2009    |
| Mejor Jugador de la temporada del Bolton Wanderers     | 2010/11 |